# Hinojosas del Cerro
Hinojosas del Cerro es una localidad de la provincia de Segovia en la comunidad autónoma de Castilla y León en España.

## Geografía
Hinojosas del Cerro está situada al norte de la ermita de San Frutos y del embalse de Burgomillodo, sobre la cabecera de un barranco que desciende hacia el valle del río Duratón, sobre el páramo castellano. 
Sepúlveda, cabeza municipal, está a 14 km hacia el noroeste, y cerca de Hinojosas se hallan las localidades de Valle de Tabladillo a 1,9 km, Barrio de Arriba a 2,3 km y Aldehuelas a 2,3 km.
Las casas se extienden a los lados de la calle principal que sube desde la carretera SG-V-2411 a la iglesia parroquial.

## Historia
El territorio es repoblado durante la Reconquista por la Comunidad de Villa y Tierra de Sepúlveda, quedando encuadrada dentro del Ochavo de las Pedrizas y Valdenavares.
Hasta la reforma de la nomenclatura municipal de 1916 el municipio se llamaba simplemente Hinojosas . En dicha fecha su nombre fue modificado por el de Hinojosas del Cerro,que hace referencia a su ubicación geográfica. 
Antiguo municipio independiente, que incluía desde mediados del siglo XIX a Burgomillodo, fue agregado desde el 10 de marzo de 1970 al de Sepúlveda.

## Demografía
Fue del ochavo de las Pedrizas y Valdenavares en la Comunidad de Villa y Tierra de Sepúlveda. Siempre ha sido una población escasa en habitantes, en 1850 tenía 47 habitantes y en 1952 llegaba 261.
| Gráfica de evolución demográfica de Hinojosas del Cerro entre 1842 y 1960 |
| |
| Población de derecho según los censos de población del INE Población de hecho según los censos de población del INEEn estos censos se denominaba Inojosas: 1842 y 1857 En estos censos se denominaba Hinojosas: 1860, 1877, 1887, 1897, 1900 y 1910 Entre el censo de 1857 y el anterior, crece el término del municipio porque incorpora Burgomillodo Entre el censo de 1970 y el anterior, este municipio desaparece porque se integra en el municipio 40195 (Sepúlveda) |

| 17            | 19 | 18 | 16 | 16 | 19 | 20 | 21 | 20 | 19 | 15 | 13 | 15 |
| (Fuente: INE) |    |    |    |    |    |    |    |    |    |    |    |    |

## Economía
La economía está basada en la agricultura y ganadería, se cultiva trigo y mantienen rebaños de ovejas churras que es la dedicación principal.Patrimonio

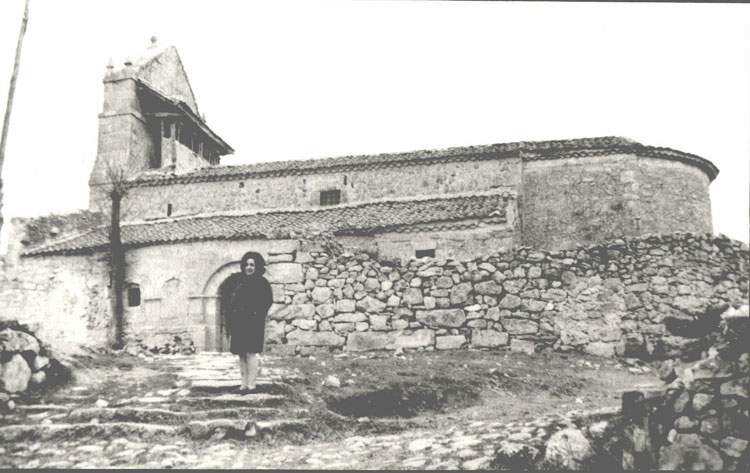
Iglesia de San Ubaldo.

La pequeña población de Hinojosas tiene como monumento principal su iglesia parroquial dedicada a San Ubaldo, que es un templo románico de una sola nave con ábside semicircular bien conservado. La portada, también románica, se ubica en el muro sur bajo un pórtico de cinco vanos cegados, está conformada por grandes dovelas. Destaca la rudeza de su ornamentación. 
Ya fuera del pueblo están los restos de la ermita de San Miguel, arruinada en 1845, cuya imagen se conserva en la iglesia parroquial. Un poco más al sur los restos románicos de la ermita de San Vicente.

## Fiestas
En Hinojosas del Cerro se celebran dos fiestas anuales:
- Fiestas patronales en honor a San Ubaldo, el 16 de mayo.
- Fiesta Mayores en honor al Arcángel San Miguel, el 29 de septiembre.[6]